# Angela Crawley
Pour les articles homonymes, voir Crawley (homonymie).
Angela Crawley est une femme politique britannique membre du Parti national écossais, née le 3 juin 1987. Elle est députée de 2015 à 2024.

## Biographie
Angela Crawley est née et grandit à Hamilton en Écosse. Elle est diplômée en politique de l'université de Stirling et en droit de l'université de Glasgow.
En 2012, elle est élue au conseil du South Lanarkshire. Lors du référendum sur l'indépendance de l'Écosse, en 2014, elle est la coordinatrice des Young Scots for Independence. L'année suivante, elle est élue à la Chambre des communes dans la circonscription de Lanark and Hamilton East, prenant un siège détenu par le Parti travailliste. Angela Crawley est réélue députée en 2017. Avec 16 444 voix, elle devance de justesse la conservatrice Poppy Corbett (16 178 voix) et le travailliste Andrew Hilland (16 084 voix).
Ouvertement homosexuelle,, Crawley est la porte-parole du Parti national écossais sur les questions liées à l'égalité, aux femmes et aux enfants.